# Cuney (Teksas)
Cuney je gradić u američkoj saveznoj državi Teksas. Prema popisu stanovništva iz 2010. u njemu je živjelo 140 stanovnika.